# Briceni (ort)
Briceni (ryska: Бричаны) är en ort i Moldavien. Den ligger i distriktet Donduşeni, i den norra delen av landet. Briceni ligger 229 meter över havet och antalet invånare är 14 132.
Terrängen runt Briceni är platt. Trakten runt Briceni består till största delen av jordbruksmark.